# Hrvatski nogometni savez Australije i Novog Zelanda
Hrvatski nogometni savez Australije okuplja hrvatske nogometne klubove u Australiji i Novom Zelandu. Osnovan je 1974. godine. Savez organizira Australsko-hrvatski nogometni turnir. Prvi takav, pokusni turnir, upriličen je 1974. u Melbourneu i na njemu je sudjelovalo šest hrvatskih nogometnih klubova iz Australije. Održan je na igralištu kluba Croatia Melbourne.
Prvi službeni turnir organiziran je godinu kasnije, 1975., a domaćin je bila Croatia Sydney. Pored domaćina, na turniru su sudjelovali i Melbourne Knights, Adelaide Raiders, St. Albans Dinamo, Canberra Deakin (Canberra FC) i Western Knights (Perth).
Održavanje turnira se nastavilo u nadolazećim godinama uz povećanje broja sudionika. Na turnirima sudjeluju i momčadi i djevojčadi.

## Poveznice
- Australsko-hrvatski nogometni turnir
- Hrvati u Australiji
- Hrvatski nacionalni nogometni savez Kanade i Sjedinjenih Američkih Država
- Popis hrvatskih nogometnih klubova u dijaspori